# StackPath
StackPath是美国一家边缘计算平台提供商，成立於2015年，总部位于德克萨斯州达拉斯市。該公司由Lance Crosby創辦。2019年，StackPath将其虛擬私人網路业务线（IPVanish、Encrypt.me）出售给J2 Global。